# Сера (Перуђа)
Сера је насеље у Италији у округу Перуђа, региону Умбрија.
Према процени из 2011. у насељу је живело 41 становника. Насеље се налази на надморској висини од 598 м.